# Mas de Cremadells
El Mas de Cremadells és un edifici de Sant Llorenç de Cerdans inventariat com a monument històric.

## Descripció
És un mas rectangular, amb planta baixa i planta superior, i amb una torre quadrada a l'oest i una gran terrassa al sud de la façana principal. A la part superior de les façanes del nord, de l'oest i del sud hi ha pintures d'importants pintors genovesos. Hi ha files de rajoles planes i de canals decorades amb motius animals, geomètrics, antropomorfs, vegetals i religiosos, amb algunes inscripcions. A l'entrada principal hi ha una porta d'arc de mig punt, amb dibuixos que recorden formes romàniques, datades del 1691. Al primer pis de l'edifici hi ha portes típicament catalanes de ferro forjat decorades amb motius animals. Pel que fa a l'interior, destaca la composició geomètrica que decora el paviment de l'entrada a la planta baixa.

## Història
L'edifici es menciona ja en cartes de l'any 1168, però l'edifici principal és de 1678. Al segle xviii hi havia un edifici que s'ajuntava amb la façana oriental, on després s'hi va fer una terrassa. La porta de la planta baixa és del 1737. A la Revolució Francesa es va vendre com a propietat nacional.